# Route nationale 12 (Afrique du Sud)
Pour les articles homonymes, voir N12 et Route nationale 12.
La N12 est une des Routes nationales d'Afrique du Sud. La N12 commence à George dans la province du Cap-Occidental (au sud-ouest) jusqu'à Witbank au Mpumalanga (au nord-est). Elle passe d'abord vers le nord à Kimberley via le désert du Karoo puis se dirige progressivement vers l'est. Dans les environs de Johannesburg, elle devient une route à 4 bandes.  
Elle croise notamment la  N2 et la N9 à George,  la N1 à Beaufort West et Three Sisters, la N10 à Britstown, la N8 à Kimberley, la N18 à Warrenton, la N1 à Soweto, la N3 à Alberton et Bedfordview et se termine en croisant la  N4 à Witbank.